# Johann Friedrich Overbeck

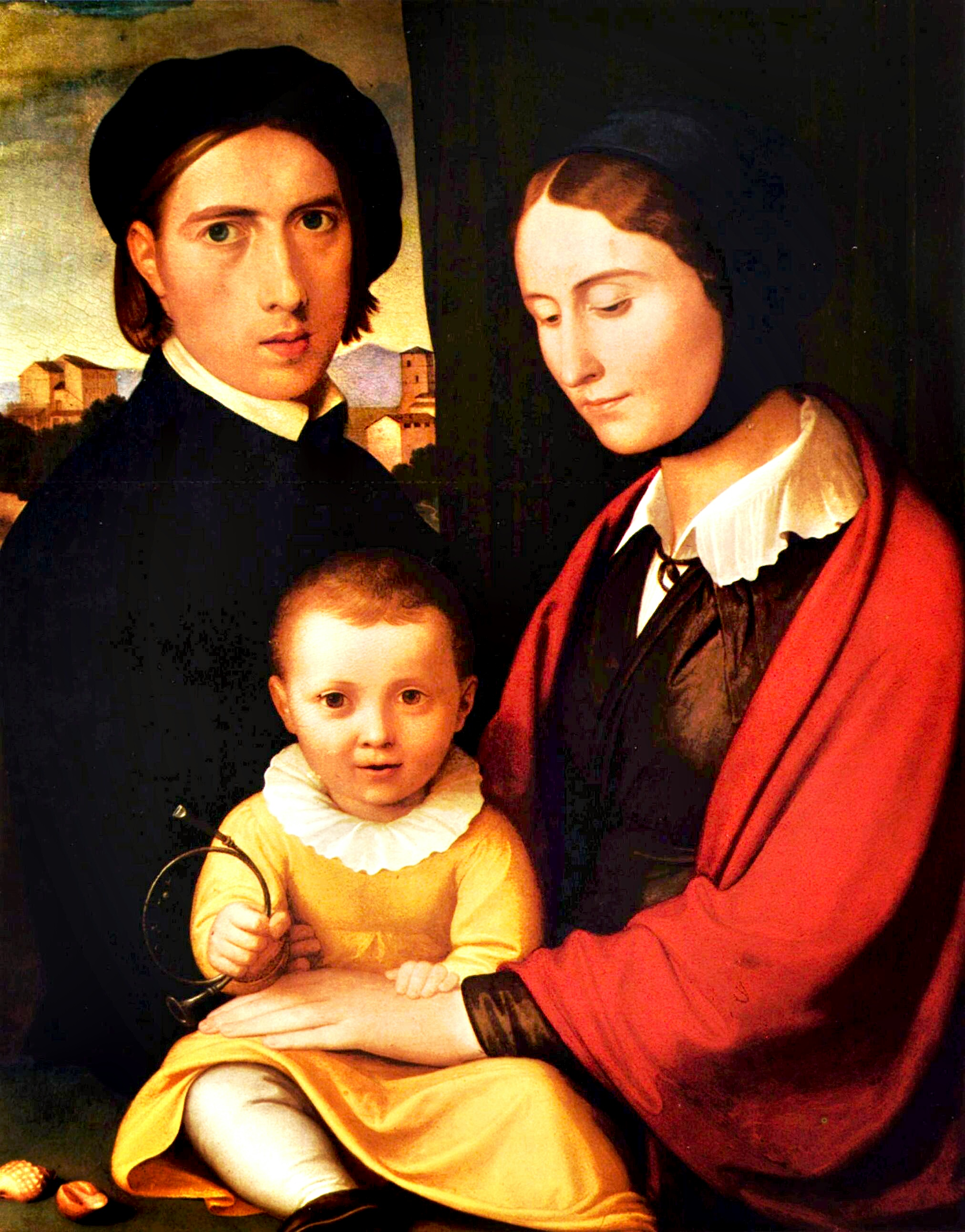
Auto-retrato com a esposa e o filho Alfons

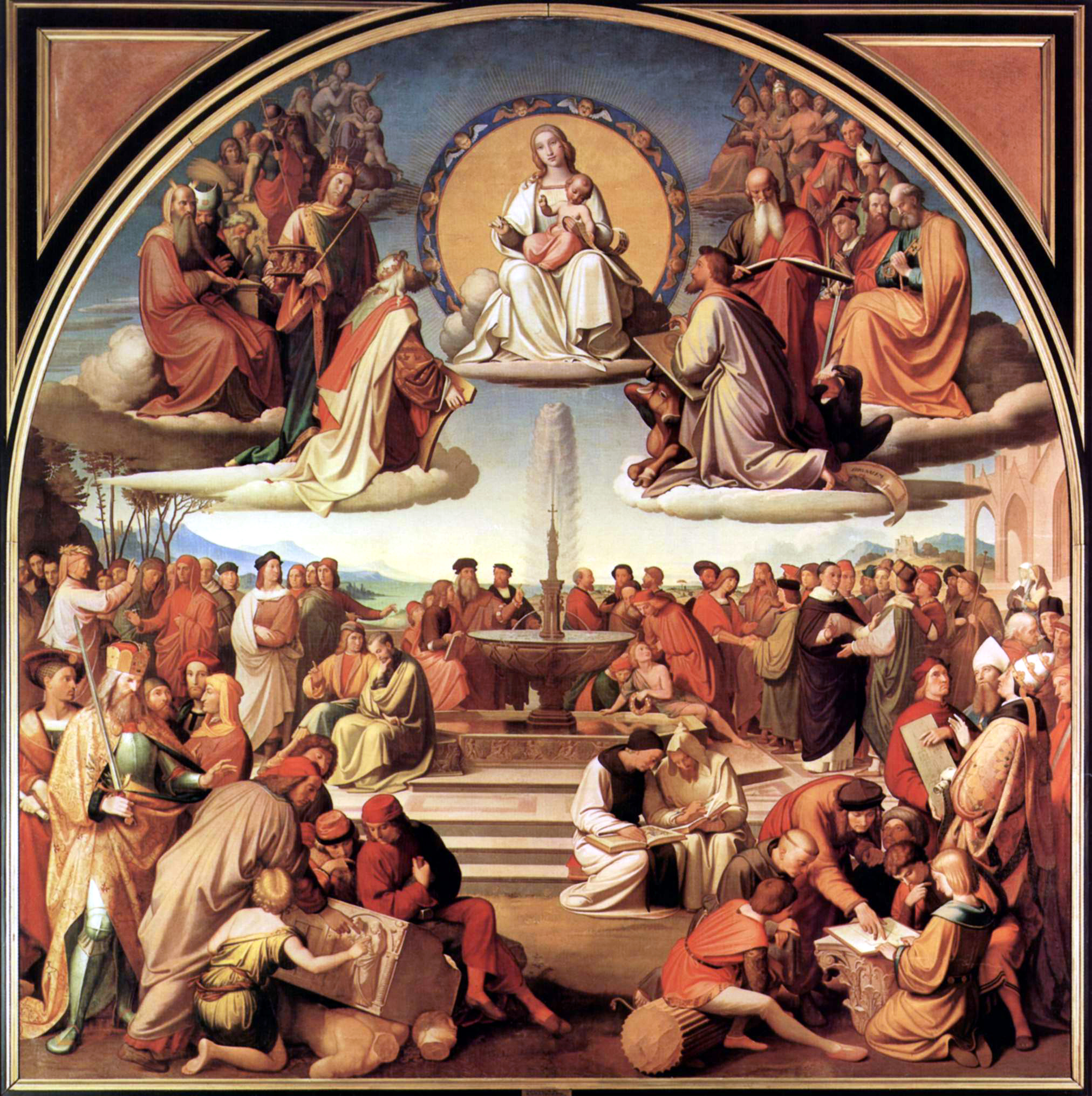
O triunfo da Religião sobre a Arte. Städel

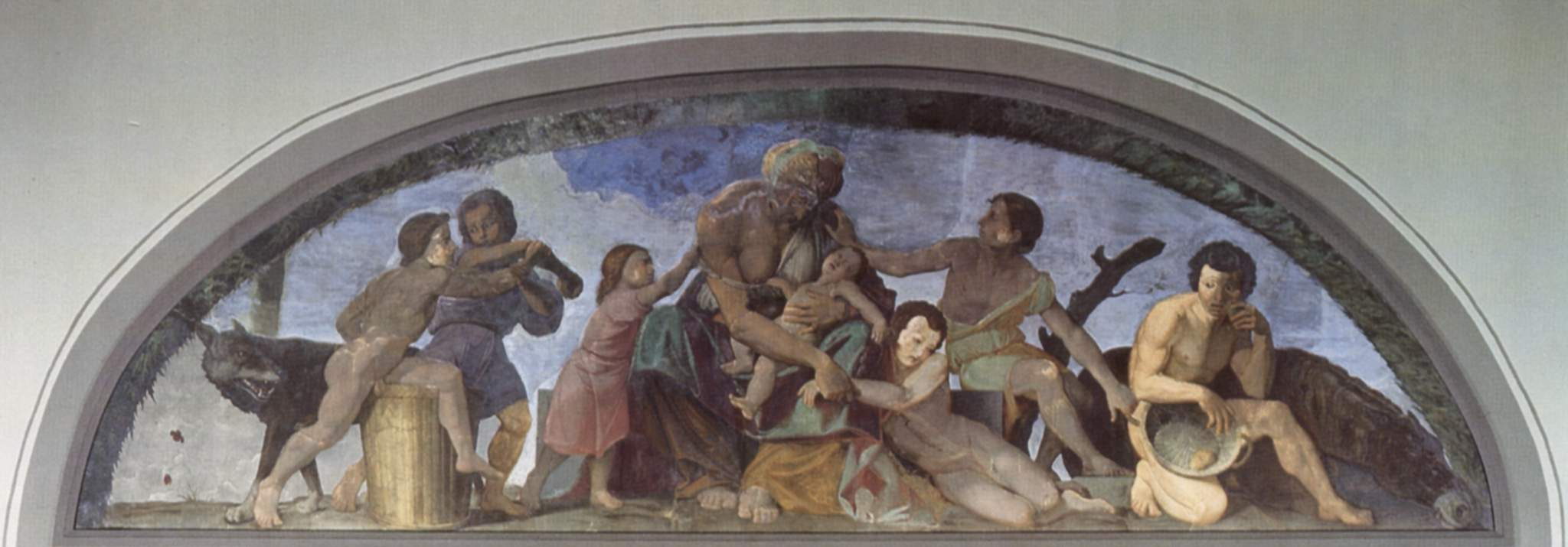
Os sete anos de fome. Casa Bartholdy

Johann Friedrich Overbeck (Lübeck, 1789 – Roma, 1869), foi um pintor alemão radicado na Itália, membro do grupo dos Nazarenos.

## Biografia
Seus ancestrais haviam sido pastores luteranos por três gerações. Seu pai Christian Adolph Overbeck era, além de pastor, jurista, poeta, místico e burgomestre da cidade. Johann estudou no ginásio de Lübeck, onde seu tio, um prolífico escritor e doutor em Teologia, era diretor. Sob sua tutela Johann recebeu uma educação clássica e os rudimentos da arte.
Deixando o ginásio em 1806, passou para Viena, onde ingressou na Academia, completando seus estudos e o treinamento em pintura. Apesar do prestígio da instituição ele se queixaria a um amigo do ambiente de vulgaridade que depreciava os melhores sentimentos e o obrigara a se isolar da corrente geral. Para seu espírito religioso parecia que toda a longa herança de arte cristã da Europa estava se perdendo, e desejou buscar inspiração em fontes não-contemporâneas, encontrando na pintura renascentista italiana anterior a Rafael o que buscava.
Ao fim de quatro anos as diferenças entre as idéias de Overbeck e as da Academia se tornaram irreconciliáveis, e foi expulso da escola junto com um grupo de simpatizantes. Então dirigiu-se para Roma, levando consigo a pintura semi-terminada Cristo entrando em Jerusalém. Nesta época definiu seu credo artístico tomando a Bíblia como referência.
Roma seria seu local de trabalho pelos próximos 59 anos. Lá reuniu um grupo de amigos, como Peter Cornelius, Friedrich Wilhelm Schadow e Philipp Veit, que passaram a morar no convento franciscano de Santo Isidoro e ganharam o apelido de Nazarenos. Sua filosofia era rigorosa, com trabalho árduo e honesto e vida santa. Repudiaram o paganismo renascentista como falso, e construíram um revivalismo que teve como exemplos Perugino, Pinturicchio, Francia e o jovem Rafael, e que prestigiava a precisão quase excessiva do desenho e temas nobres e idealizados, onde a cor não servia como deleite visual mas como acessório para a completude do motivo.
Overbeck era o líder do grupo, e um de seus seguidores, escrevendo sobre ele, dizia que quem tivesse entrado em contato pessoal com ele não poderia duvidar da pureza de sua motivação, da profundeza de sua inspiração e de seu vasto conhecimento erudito. E continuava dizendo que ele era um tesouro de arte e de poesia, e um homem santo.
Apesar de suas qualidades, a recompensa material era escassa. Amigos como Niebuhr, Schlegel e Bunsen foram de valioso auxílio nesta fase difícil, quando o artista se converteu ao Catolicismo e recebeu o batismo.
Com o tempo as encomendas começaram a aparecer. O cônsul da Prússia, Jakob Salomon Bartholdy, tio de Félix Mendelssohn, tinha um palacete na cidade e em 1825 encomendou ao grupo uma série de afrescos sobre a história de José e seus irmãos, hoje na Alte Nationalgalerie, em Berlim. Overbeck ficou responsável pela cena dos Sete anos de fome e José vendido pelos seus irmãos. Terminadas em 1818, produziram uma impressão tão favorável entre os italianos que logo o príncipe Francesco Massimo encarregou o grupo de afrescos em seu palácio, ilustrando cenas de poetas clássicos como Tasso, Dante e Ariosto. Overbeck realizou 11 cenas da Jerusalém libertada, uma delas ocupando uma parede inteira, ilustrando o momento do encontro entre Godofredo de Bulhões e Pedro, o Eremita.
Enfraquecido com os dez anos de trabalho consecutivo, não conseguiu terminar a obra, delegando para Joseph von Führich completá-la. Mas ele aproveitou o afastamento para iniciar uma composição sobre a Visão de São Francisco, na capela da Porciúncula da Basílica de Santa Maria degli Angeli em Assis, terminada em 1830. A maior composição de seus últimos anos é O triunfo da Religião sobre as Artes, realizada entre 1831 e 1840. Faleceu em Roma em 1869, sendo sepultado na igreja de San Bernardo alle Terme.

## Obra
Overbeck e os Nazarenos procuraram restaurar a importância da fé para a arte, e contribuíram para a renovação do interesse pela técnica do afresco com seus métodos antigos. Suas obras são caracterizadas pelo desenho rigoroso, pela inspiração religiosa e pelo colorido austero.
Apesar de incorporar influências de várias fontes tornando-o um eclético, Overbeck ainda assim foi muito original, mesmo que por vezes sua arte seja criticada como sendo didática, monótona e sobrecarregada de referências literárias. Não foi menos prolífico como escritor e poeta, embora sua importância nestas áreas seja menor. Quase toda sua produção plástica foi divulgada através de gravuras.